# Fischersteig
Der Fischersteig ist ein historischer Weg zwischen dem Markt in Bergen auf Rügen und dem Fischerhafen „Brahm“ in Zittvitz am Kleinen Jasmunder Bodden.

## Geschichte
Im Jahre 1613 verlieh der Pommernherzog Philipp Julius der Siedlung Bergen auf Rügen das Stadtrecht und das Fischereirecht „vom Brahm (Zittvitz) nach beiden Seiten bis an den offenen Strand“. Auf dieser Grundlage entwickelte sich der Fischfang zu einer mäßig einträglichen Einnahmequelle. Das 1787/88 aufgestellte „Urbarium (schwedisches Steuerverzeichnis)“ zählte 13 Fischerfamilien. Da die Fischer ihren Fang mühsam mit Karren den Rugard hinauf bis zum 3 km entfernten Markt transportieren mussten, blieb das Gewerbe von untergeordneter Bedeutung und ging schließlich Anfang des 20. Jahrhunderts ein. 300 Jahre intensiver Nutzung hinterließen jedoch deutliche Spuren. So bildeten sich an mehreren Stellen tief in das Gelände eingeschnittene Hohlwege aus. Vorgeschichtliche Grabhügel im Verlauf des Fischersteigs deuten darauf hin, dass der Weg eine uralte Verbindung zwischen dem Raum Bergen und dem Kleinen Jasmunder Bodden darstellte.

## Name
Den Straßennamen „Fischersteig“ überlieferte erstmalig 1836 der Vermessungsingenieur Leutnant von Schultze auf dem Kartenblatt 1546 (Bergen) des preußischen Urmesstischblatts.

## Wegebeschreibung
Der Weg beginnt am Markt unter der Bezeichnung „Vieschstraße“. Nach 300 m trägt er den Namen „Rugardweg“. Eine nach Südosten abzweigende Nebenstraße „Am Fischersteig“ verweist noch auf den alten Straßennamen. Ab der Waldkante verläuft der befestigte Weg um den vorgeschichtlichen Burgwall „Rugard“ bis zur Gemarkungsgrenze Bergen/Buschvitz. Das restliche Stück auf den Gebieten von Buschvitz und Zittvitz bildete sich seit den 1950er Jahren als Trampelpfad zurück. Die auf dieser Strecke vorhandenen Hohlwege sind zugewachsen.

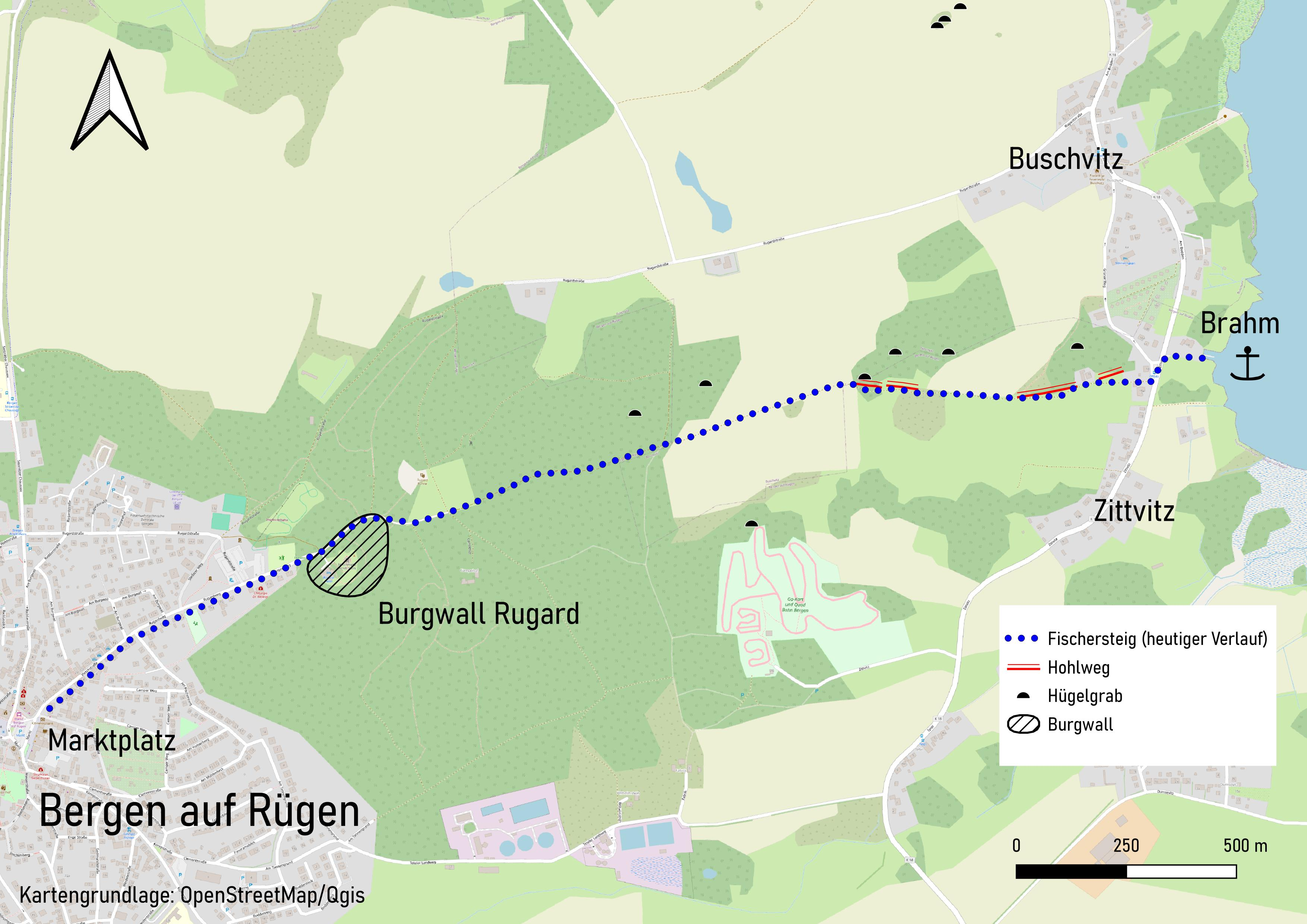
Lageplan